# Romulea hirsuta
Romulea hirsuta es una planta de la familia de las iridáceas.  

## Descripción
Romulea hirsuta, es una planta herbácea perennifoliam geofita que alcanza un tamaño de 0.05 - 0.1  m de altura. Se encuentra a una altitud de 30 - 535 metros en Sudáfrica
Romulea hirsuta crece en granito o piedra arenisca o laderas de arcilla  en el noroeste y el suroeste de la Provincia del Cabo. Las plantas son de 6 a 30 cm. Con un cormo en forma de campana simétrica con un borde circular de las fibrillas. La mayoría de las poblaciones tienen de color rosa oscuro con flores rojas con manchas más oscuras en la garganta, pero hay una forma de flor de color naranja cobrizo sin las marcas oscuras. Los pedúnculos fructíferos son suberectos o extendidos. Algunas poblaciones tienen un pedúnculo muy angulado o alado.

## Taxonomía
Romulea hirsuta fue descrita por (Steud. ex Klatt) Baker  y publicado en Journal of the Linnean Society, Botany 16: 89. 1877.
Etimología
Romulea: nombre genérico que fue nombrado en honor de Rómulo, el fundador de Roma en la leyenda.
hirsuta: epíteto latíno que signifiva "peluda"
Variedades aceptadas
- Romulea hirsuta var. cuprea (Baker) M.P.de Vos
- Romulea hirsuta var. framesii (L.Bolus) M.P.de Vos
- Romulea hirsuta var. zeyheri (Baker) M.P.de Vos

Sinonimia
- Bulbocodium campanulatum Kuntze
- Ixia campanulata Lam.
- Romulea hirsuta Eckl.
- Romulea hirsuta var. hirsuta
- Romulea ramosa Eckl.
- Romulea rubrolutea Baker
- Romulea uncinata Klatt
- Trichonema hirsutum Steud. ex Klatt
- Trichonema ramosum (Eckl.) Steud.[6][7]